# Gul kungsblomma
Gul kungsblomma eller Kung Leopolds spira (Aphelandra squarrosa) är en växt inom släktet kungsblommor och familjen akantusväxter. Gul kungsblomma är en växt vars vackert mörk gröna blad har silvervita till gräddgula markeringar utmed bladnerverna. I toppen på stammen sitter spiran, det vill säga den gula, axlika blomställningen. Mellan de gula högbladen utvecklas de små gula blommorna, men själva blomman håller inte så länge, medan det gula axet bibehåller sin färg i månader. Bladen kan bli ganska stora, upp till 30 centimeter långa. Själva plantan blir inte mer än halvmetern hög.
Det vetenskapliga namnet Aphelandra kommer av grekiskans apheles och betyder enkel och andros betyder man, och syftar på de encelliga ståndarna. Squarrosa betyder fjällig, vilket kan syfta på blomställningens utseende.

## Förekomst
Gul kungsblomma härstammar ursprungligen från sydöstra Brasilien.

## Odling
Gul kungsblomma kräver mycket ljus men tål inte direkt sol från vår till höst. Vattningen är det lite knepigt med, om den får för lite faller bladen och får den för mycket kan den angripas av gråmögel. Vattnar man så att jorden blir riktigt genomvattnad och sedan inte vattnar igen förrän översta jordlagret är torrt, bör det gå bra. Risken att vattna för mycket är störst vintertid, medan växten under varma sommardagar ibland kan behöva vattnas varje dag. Den mår också bra av att duschas så ofta det är möjligt med ljummet vatten. För torr luft och för lite vatten orsakar angrepp av spinnkvalster. Vattna med krukväxtnäring en gång i veckan från vår till höst. Kan stå i normal rumstemperatur året runt men mår bäst om den placeras svalt på vintern, men den lägsta temperaturen får ej understiga 15°C. Sval placering under vintern kräver att man inte vattnar för mycket, men heller inte låter jorden torka ut helt. Det är inte alldeles enkelt att få växten att klara övervintringen. Efter övervintring beskärs plantan på våren genom att klippa bort de gamla blomställningarna så att nya skott utvecklas i bladvecken. Våren är också rätt tid för omplantering. Gul kungsblomma förökas enklast med toppsticklingar som tas på våren. De nya skott som utvecklats efter beskärningen är lämpliga att ta som sticklingar.
- Wikimedia Commons har media som rör Gul kungsblomma.